# 心算
心算是不使用計算工具，以個人思考來計算的一種計算方法，又稱腦算，因此有所謂的三算結合教學，這三算就是指珠算、筆算、腦算。也有些是訓練時配合其他工具如：算盤，配合口訣、動作等，訓練至不需要工具在手也有如手執工具計算般，如珠算式心算。